# Baixa de Cassange
Baixa de Cassange är främst känd för att vara den plats i norra Angola där den första revolten mot den portugisiska kolonialmakten inleddes. Dessa kolonier bestod förutom Angola av Moçambique, Kap Verde-öarna, Guinea-Bissau och São Tomé och Príncipe. De kallades vid denna tidpunkt inte längre för kolonier utan hade istället fått namnet "províncias ultramarinas", vilket kan jämföras med engelskans "overseas provinces", det vill säga de var provinser på portugisisk mark men på andra sidan havet. Livsvillkoren för den afrikanska delen av befolkningen var miserabla i alla dessa provinser, och det fanns en tydlig skillnad i rättigheter, livsvillkor och möjligheter mellan den vita och svarta befolkningen. Revolten skedde 1961 och kom att inleda självständighetskampen mot den portugisiska regimen i så gott som alla de lusofona (dvs portugisiskspråkiga) kolonierna. Revolten gav inte omedelbar självständighet, men den bidrog kraftigt till att den afrikanska befolkningens status förbättrades, de fick samma rättigheter i teorin med förändringar i lantarbetarkoden (Código de Trabalho Rural) och infödingsstatusen (Estatuto do Indígena), även om det i praktiken fortsatte att råda miserabla förhållanden och stor fattigdom i den afrikanska befolkningen. Det hela resulterade slutligen i ett långt självständighetskrig som fortfor i stora delar av lusofona Afrika, men framför allt i Angola.